# فرانسسکا مان
فرانسسکا مان (انگلیسی: Franceska Mann; ۴ فوریهٔ ۱۹۱۷ – ۲۳ اکتبر ۱۹۴۳) رقصندهٔ لهستانی بود که به دلیل اقدام شجاعانه‌اش علیه نازی‌ها در اردوگاه آشویتس شناخته می‌شود. او پیش از جنگ جهانی دوم، یکی از مستعدترین بالرین‌های لهستان محسوب می‌شد و در ورشو اجراهای موفقی داشت.

## زندگی و حرفهٔ رقص
فرانسسکا مان در ورشو، لهستان متولد شد و از کودکی در مدرسهٔ رقص تحصیل کرد. او به دلیل استعداد و تکنیک قوی در باله و رقص مدرن، مورد توجه قرار گرفت و در کاباره‌ها و سالن‌های اجرای لهستان به عنوان یک رقصندهٔ برجسته شناخته شد. پیش از آغاز جنگ جهانی دوم، او در رقص کلاسیک و تئاتر موزیکال فعالیت داشت.

## جنگ جهانی دوم و بازداشت
با آغاز جنگ جهانی دوم و اشغال لهستان توسط آلمان نازی، یهودیان از جمله فرانسسکا مان با محدودیت‌های شدید مواجه شدند. در سال ۱۹۴۳، او به همراه صدها یهودی دیگر، به اردوگاه آشویتس منتقل شد.

## اقدام قهرمانانه در آشویتس
در ۲۳ اکتبر ۱۹۴۳، هنگامی که مان و گروهی از زنان یهودی به اجبار به سمت اتاق‌های گاز برده می‌شدند، او دست به اقدامی شجاعانه زد. او هنگام لباس درآوردن برای ورود به اتاق گاز، به یک افسر نازی حمله کرد، اسلحهٔ او را گرفت و یک افسر دیگر را زخمی کرد. این اقدام باعث ایجاد آشوبی موقت در اردوگاه شد، اما در نهایت، او و دیگر زنان حاضر در محل توسط نازی‌ها کشته شدند.

## میراث و یادبود
فرانسسکا مان به عنوان نمادی از مقاومت در برابر ظلم در تاریخ ثبت شده است. داستان شجاعت او در بسیاری از کتاب‌ها و مستندهای مربوط به هولوکاست ذکر شده و او به عنوان یکی از قهرمانان زن در دوران جنگ جهانی دوم شناخته می‌شود. یاد او همچنان در میان تاریخ‌نگاران و فعالان حقوق بشر زنده است.